# Иисус Христос
Исус пренасочва насам.  За филма вижте Исус от Назарет (филм).
Иису̀с (Ису̀с) Христо̀с (на старогръцки: Ἰησοῦς от еврейското יְהוֹשֻׁעַ, Йешуа, или по-точно староарамейското ܝܫܘܥ‎, Йешуа – „Йехова е спасение“, Χριστός от еврейското מָשִׁיחַ, Машиах, и староарамейското ܡܫܝܚܐ, Мешия, „помазаният“), наричан още Иисус от Назарет, е основоположник и централна историческа личност в християнството, както и една от най-влиятелните фигури в човешката история.
Христос е считан от повечето християнски изповедания за въплъщение на второто от лицата на Светата Троица – Бог Син. Те приемат, че Бог Отец е Отец на Иисус Христос. Християните вярват също, че Иисус Христос е Месията, предсказан в Стария завет и дошъл да изкупи греховете на човечеството. Християнството изповядва още, че Иисус е бил роден от девица, Дева Мария (Св. Богородица), бил е осъден, разпънат на кръст и сложен в гробница, но на третия ден от смъртта си е възкръснал и се е възнесъл в рая, където седи отдясно на Отца до деня на Второто пришествие. Наред с това се вярва, че е извършил редица чудеса, изпълнявайки библейските пророчества. В исляма Иисус е познат като Иса (на арабски: يسوع) и е един от най-обичаните и важни пророци, носител на божествените писания и Месия. Макар да приемат непорочното зачатие мюсюлманите не вярват в разпъването и божествения произход на Иисус Христос. Според исляма Иса е възнесен жив на небето.
Основен източник на сведения за живота и учението на Христос са четирите канонични евангелия на Новия завет: от Матей, Марк, Лука и Йоан. Някои библейски изследователи и историци са единодушни, че Иисус е юдейски проповедник от Галилея, считан за лечител, кръстен от Йоан Кръстител, обвинен за противодържавна дейност срещу Римската империя и по заповед на римския прокуратор Пилат Понтийски осъден на смърт чрез разпъване на кръст. Тъй като евангелията не са написани непосредствено след смъртта на Иисус, а между 40 – 60 години след смъртта му, някои учени поставят под въпрос автентичността им.

## Имена
По времето, когато е живял Иисус, основният език около него е бил арамейският. Това е изменение на староеврейския, на който е написан Старият завет. Най-вероятно името му е било Йешуа. Интересното е, че думата за „спасение“ на иврит се произнася по същия начин, но се пише различно, което само допълва името с още дълбока символика. Тъй като вторият най-разпространен език бил гръцкият, там има изменение от звука ш на с и така от Иешуа става Иисус. Трябва да се има предвид, че останалите намерени летописи са единствено на древногръцки.
В най-старите старобългарски паметници името на Христос се среща във формите Исоусъ Хрьстосъ и Иисоусъ Хрьстосъ, но рядко, понеже в ръкописите често употребявани имена и думи се съкращават – в случая ИС, ИСЪ, Исви, Исвъ и съответно Хрьстъ, Хса, Хсоу, Хоу. На православните икони задължително се изписва гръцката монограма IC ХС. В Речник на Светото Писание, Цариград 1884 г. е написано „Іисус“. В българските църковни и научни издания общоприета форма е Иисус, но в по-популярни български издания много често се среща и формата „Исус“. Формата „Исус“ е подобна на старата църковно-славянска форма, поправена през 17 век от руския патриарх Никон на „Іисус“ и заменена след последната реформа (след Първата световна война) на „Иисус“. В Русия допълнителната буква „и“ става една от най-важните причини за схизмата на староверците.
И двата варианта на българското име, „Исус“ и „Иисус“, представляват транслитерация на гръцката форма Ἰησοῦς. Тя от своя страна произлиза от еврейското יְהוֹשֻׁעַ (Йешуа) или от еврейско-арамейското יֵשׁוּ (Йешуа), което означава „спасение“, обикновено превеждано буквално като „Яхве спасява“, „Яхве е спасение“, а понякога и като „Йехова е спасение“. Името Иисус изглежда е разпространено в Юдея по времето, когато се ражда Христос, а според Филон Александрийски значението му е известно и извън Юдея.
В Новия завет, според Евангелието от Лука (1:26 – 33) ангелът Гавриел казва на Мария да нарече детето си Иисус, а според Евангелието от Матей (1:21) неназован ангел казва това на Йосиф. Точният текст в Евангелието от Матей е „ще Му наречеш името Иисус; защото Той ще спаси народа Си от греховете му“, което свързва името на Христос с неговата роля на спасител на човечеството.
Името „Христос“ идва от гръцкото Χριστός, което означава „помазаният“, превод на еврейското מָשִׁיחַ (Машиах – Месия). Помазването на даден човек е символ на това, че Светият дух идва върху този човек и го прави способен да извърши делото, дадено му от Бога. Много хора в Стария завет са наречени помазаници на Бога: Давид, Саул, Навуходоносор и други.
В Септуагинта, гръцки превод на Библията, съставен повече от век преди времето на Иисус, думата „Христос“ е използвана за превеждането на еврейската дума Месия. В Евангелието от Матей (16:16) думите на апостол Петър „Ти си Христос“ идентифицират Иисус като Месията. В контекста на Новия завет „Христос“ се използва като титла, но в по-късната употреба се превръща в име, част от името „Иисус Христос“.

## Живот и учение според Новия завет

### Родословие и раждане
Само две евангелия дават информация за родословието на Иисус Христос: това на Лука и на Матей. Евангелието на Матей започва с изброяването на целия род на Христос, чийто родоначалник е Авраам, оттам и Син Авраамов. Родовата линия започва с Адам и минава през цар Давид, за което Иисус е наречен и Син Давидов, а произходът му – царски. Родът претърпява Вавилонско преселение и завършва с Йосиф – приемният баща на Иисус Христос. И трите линии (Авраам – Давид, Давид – Вавилонско преселение, Вавилонско преселение – Йосиф) са с по четиринадесет рода.[Матей. 1:1 – 17] Лука изброява родословието на Христос по обратен ред, като започва от Йосиф и свършва с родоначалника Адам. В родовата линия на апостол Лука присъстват по-малко имена. Това се дължи на разделение в изброяването при споменаването на името на цар Давид. Родословието на Матей продължава със сина на Давид Соломон, а това на Лука избира да следва значително по-краткия род на втория царски син Натан.[Лука. 3:23 – 38] Св. Григорий Богослов обяснява това различие със сложната личност на Иисус Христос, който бил и цар и архирей: от Соломон течало царската кръв, а от Натан – кръвта на святи и светоносни иереи.
След сгодяването на Йосиф и Мария, се оказва, че Божията майка е непразна от Дух Светий. Йосиф възнамерява да я напусне тайно, за да не я посрами. Ангел Господен обаче го навестява на сън и му обяснява, че Мария е заченала от Духа Светаго. Тя ще роди син, който ще нарекат Иисус, защото той ще спаси народа от греховете му. Йосиф изпълва всичко заръчано му от ангела и не познава жена си до раждането на своя син.[Матей. 1:17 – 25]
Божият син се ражда във Витлеем, тогава римска провинция Юдея, управлявана от цар Ирод. По време на раждането му се появява звезда, ознаменуваща идването на новия Юдейски цар. Няколко мъдреци от изтока я проследяват и са отведени на мястото, където е младенецът. Пренасят на бъдещия владетел дарове: злато, ливан и смирна.
Цар Ирод, обезпокоен от знамението за нов цар, издава заповед за избиването на всички новородени момчета, в земите управлявани от него.
Преди заповедта Йосиф и Мария заедно с новородения си син бягат в Египет. Там те остават до смъртта на юдейския цар. Връщайки се във Витлеем научават, че на престола е Архелай, син на покойния Ирод. Тримата се заселват в град Назарет, Галилея.[Матей. 2:1 – 23]

### Ранни години
Иисус е обрязан на осмия ден от рождението си и е наречен с името, което Ангелът открива на Мария още когато е бременна.[Лука. 1:31][Лука. 2:21] След очистването на майката, според закона Моисеев – всяко мъжко новородено да се посвети на Бога – родителите довеждат младенеца в Йерусалим. Там, пак в съгласие със закона, принасят в жертва две гълъбчета в храма. Тогава в града се намира старец на име Симеон, за който е предсказано от Духа Светаго, че няма да умре, докато не види Христос. Когато Мария и Йосиф донасят младенеца Симеон влиза в храма по вдъхновение и благославя детето. През това време близко до тях е пророчицата Ана, достигнала до дълбока старост. Тя чува за раждането на Сина Божи и разглася на всички. След това Мария, Йосиф и младенеца се връщат в Назарет.[Лука. 2:22 – 39]
Малкият Иисус расте и крепне духом в малкия град. Всяко година за Пасха той посещава Йерусалим, заедно с майка си и баща си. Когато навършва дванайсет години Иисус за пореден път е откаран на празника в йерусалимския храм. На връщане към Назарет родителите му забелязват, че момчето го няма. Връщат се в града и три дни трескаво търсят детето, докато не го намират в храма, където събеседва и слуша учителите. Свещениците и учените мъже се чудят на неговия разум и знания. Запитан от Мария какво прави в храма, Иисус ѝ отговаря, че е „в онова, що принадлежи на Отца ми“. Чрез тези думи отрокът е искал да каже, че е Син Божи и мястото му е в дома Божи. След тези думи Иисус тръгва с родителите си за Назарет, където прекарва юношеските си години в послушание и любов към Бога и човеците.[Лука. 2:41 – 52]

### Кръщение и изкушение
Иисус Христос пристига от Галилея на река Йордан. Там пророкът и отшелник Йоан кръщава хората с вода, като преди това изповядват греховете си пред него. Йоан Кръстител проповядва от Юдейската пустиня всички да се покаят, защото Машиах идва скоро.
При кръщението на Божия син кръстителят, смятайки себе си за недостоен, казва, че трябва новодошлият да го кръсти, а не той него. Христос обаче, за да изпълни всяка правда, както подобава на човека, позволява на Йоан да го кръсти.
След излизането на Иисус от водите на река Йордан, небето се отваря. Дух Светий слиза като бял гълъб и се спуска над кръстения. Глас от небето – Небесния Отец, потвърждава, че Иисус Христос е Син Божий и в него е благоволението на Бог.[Матей. 3:1 – 17]
Христос е кръстен на 30 г.
Иисус е отведен от Дух Светий в пустинята, за да бъде изкушаван от дявола. Божият отшелник пости 40 дни и 40 нощи, след които Сатаната идва. Подлага го на три изкушения, с които Синът Божи засвидетелства силата си и покорството на дявола пред Бога.
- Дяволът изкушава Иисус Христос да превърне камъните в пустинята в хляб и да се насити с него след четиридесетдневния пост.

- Във второто изкушение лукавият завежда Христос в града. Поставя го на храмовата стряха и го приканва да се хвърли, ангели ще го хванат.

- При последното, трето изкушение, Дяволът поставя Иисус на една висока скала, пред която се разкрива целият свят. Обещава му, че всичко това ще е негово, ако му се поклони.

И на трите изкушения Иисус устоява и с това прогонва Сатаната. На негово място идват ангели, които започват да служат на Божия син.[Матей. 4:1 – 11]

### Служение, чудеса и изцеления
За да изпълни реченото от пророка Исая Иисус Христос напуска Назарет и се заселва отвъд Йордан, в крайбрежното село Капернаум. Там започва и своето служение. Христос привлича към себе си няколко ученика, първи от които са Симон, наречен Петър, и брат му Андрей – рибари, хвърлящи мрежи в Галилейско море. По-нататък след него тръгват Яков Зеведеев и брат му Йоан, оставяйки баща си и рибарския занаят.[Матей. 4:13 – 22] Минавайки през митницата в Назарет, Иисус забелязва митаря Матей, на който казва да тръгне след него. Бъдещият евангелист изпълнява думите му.[Матей. 9:9]
Божият син събира своите 12 ученици, в които влизат още Филип, Вартоломей, Тома, Иаков Алфеев, Левей, наречен Тадей, Симон Кананит и Юда Искариот. Дава на всички от тях сила да гонят нечестивите духове и да изцеляват болни от тях, и ги съветва как да проповядват.[Матей. 10:1 – 42]
Учителят обикаля из цяла Галилея. Поучава в синагогите, проповядва и изцелява болни, недъгави и немощни. Скоро се прочува из цяла Сирия и тълпи от народи тръгват подир новия пророк.[Матей. 4:23 – 25]
Иисус Христос извършва няколко чудеса, засвидетелствани пред лицето на неговите ученици и различни хора:
- При пътуването на Христос, заедно с учениците му, във водите на Генисаретското езеро, се извива голяма буря. Иисус, подтикнат от страха на учениците си, зароден от тяхното безверие, успокоява буйните води до пълно затишие.[Матей. 8:24 – 27]

Синът Божи извършва няколко изцеления на болни, прокажени, разслабени и бесновати:
- След Проповедта на планината Иисус Христос очиства един прокажен.[Матей. 8:1 – 4]

- По молба на един стотник излекува разслабения му слуга.[Матей. 8:5 – 13]

- Допира ръка до тъщата на Петър, болна от огница. Тя оздравява и почва да служи на Христос.[Матей. 8:14 – 15]

- Прогонва с една дума духовете на мнозина хванати от бяс.[Матей. 8:16 – 17]

- В страната Гергесинска, Иисус изгонва бесовете на двама свирепи мъже. Бесовете отиват в стадо свине, което се издавя в морето.[Матей. 8:28 – 32]

- В Назарет Христос прощава греховете на един разслабен, носен на постелка. Подтикнат от безверието на книжниците, той заповядва на недъгавия да стане, да вземе постелката си и да върви у дома си. Точно това прави клетият човек пред очите на насъбралия се народ.[Матей. 9:1 – 8]

- Една жена, страдала дванадесет години от кръвотечение, докосва дрехата на Божия Син и се излекува.[Матей. 9:24 – 27]

- Извежда едно мъртво момиче от дома му живо пред изумен народ.[Матей. 9:23 – 25]

- Двама слепци проглеждат само с едно докосване на Божията ръка върху очите им.[Матей. 9:27 – 31]

- Изгонва беса на един ням човек. Веднага щом злият дух напуска немия, той проговаря.[Матей. 9:32 – 33]

- Заздравява изсъхналата ръка на човек при посещение на синагогата на фарисеите.[Матей. 12:10 – 13]

### Учение и проповеди
Една от най-популярните проповеди на Иисус Христос е Проповедта на планината, изнесена пред насъбрал се народ в планина. Проповедта започва с 10-те блаженства, в които се изтъква пътя към вечния живот. След тях Христос, по свои думи, допълва старозаветния закон, а не го разрушава.[Матей. 5:1 – 48] Това допълване най-добре характеризира Христовото учение, което се отдалечава от еврейските вярвания.
Проповедта продължава с наставления за скромност, милосърдие, постене и как човек да използва молитвата. Иисус завещава на народа Господнята молитва.[Матей. 6:1 – 34]
Христовите наставления завършват със заръки как хората да се отнасят помежду си и да се предпазват от лъжливите учители и пророци, които с времето ще се увеличават. Когато Божият син свършва думите си, народът се чуди на учението му, понеже се отличава от това на фарисеите.[Матей. 7:1 – 29]
Фарисеите са едни от най-големите противници на христовото учение. Те порицават Йешуа и учениците му, че не спазват постите и заповедите за Шабат. Христос изобличава надменността и жестокостта на своите врагове, след което им казва, че Син Човеческий е господар на Шабат[Матей. 12:8] и докато младоженецът е със сватбарите, няма нужда от тъга. Щом младоженецът им бъде отнет, тогава ще има нужда от пост.[Матей. 9:15]
Иисус Христос дава поучения на своите 12 апостоли как да проповядват пред хората: пред кои да разкриват учението си и пред кои да премълчават мисията си; как светът ще се отнася с тях, станали вече последователи на Христа; през какви мъчения и отричания ще преминат. Разкрива обаче и наградите, с които ще са окичат в Небесното (Celestial) царство, ако претърпят всички несгоди и продължават със светлото си дело до края на земните си дни.[Матей. 10:1 – 42]
Учителят отпраща двама пратени от Йоан Кръстител ученици, да разкажат на затворника за всички изцеления извършени от него. След това Христос говори на народа за кръстителя от пустинята, който е последният библейски пророк. Говори за пренебрежителното и обвинително отношение на хората към Йоан и към самия него. Укорява градовете, в които най-много чудеса е вършил. Споменава Тир и Содом, които ще бъдат по-оправдани пред Бога, защото не са виждали чудото на Божия син. Иисус Христос приканва всички отрудени и обременени да вземат неговото иго, като почнат да му подражават, защото в игото му ще намерят утешение.[Матей. 11:1 – 30]

### Обявяване за Месия и преображение
Христос чрез чудеса подкрепял своите твърдения, че е Син Божи. Мнозина обаче не вярвали на учението му. Учениците му също не били укрепнали във вярата. Един ден Иисус взел със себе си апостолите Петър, Иоан и Иаков и ги извел на високата планина Тавор. Там той се преобразил пред тях – лицето му светнало като слънце и дрехите му станали бели като светлина. От двете страни на Господа се явили старозаветните пророци Моисей и Илия, които разговаряли с него. Петър, изпълнен с голяма радост, предложил да се направят три палатки: едната за Христос, другата за Моисей и третата за Илия. Докато апостолът още говорил светъл облак закрил тримата мъже и от него се чул глас: „Това е Моят възлюбен Син, в Когото е моето благоволение; Него слушайте!“ Когато чули това, учениците се уплашили и паднали на земята. След като отворили очи, видели Иисус отново в човешки вид. Христос им казал да станат и да не се боят. Четиримата слезли от планината и Иисус им заповядал на никой да не казват за това.[Матей. 17:1 – 9]
В преображението си Христос показва на своите трима най-любими ученици своята божествена природа, доколкото можели да понесат човешките им очи. Събитието служи за заздравяване на тяхната вяра, когато по-късно видят Иисус бит, опозорен и прикован към кръста, както и когато тръгнат да проповядват Словото.

### Предателство, съд и смърт
На 1 април 786 г. (от основаването на Рим), 6 дни преди Пасха (Връбница), Иисус влиза заедно с апостолите в Йерусалим, прогонва търговците от храма, проповядва там и предизвиква враждата на юдейските първосвещеници, книжници и старшини, особено на фарисеите. В сряда на 4 април, (Юда) един от учениците му, го предава за 30 сребърника на Синедриона. Христос се отправя от Витания, където извършва най-голямото чудо (Възкресение Лазарево (Лазаровден)), в Йерусалим, за да празнува Пасха с учениците си. При Тайната вечеря извършва тайнството на Евхаристията с хляб и вино. В полунощ отива в Гетсиманската градина край Йерусалим заедно с апостолите Петър, Яков и Йоан (Молитва за чашата; Преображение Господне). Сред втурналата се в градината тълпа е Юда Искариотски – един от апостолите, който целува Христос, което е уговорен знак за разпознаване. Христос е пленен и отведен в двореца на Анна (Аннан), след това при първосвещеника Каяфа, под чието председателство свиканият синедрион осъжда Христос на смърт. Римският прокуратор Пилат Понтийски отначало не желае, но е заплашен с обжалване до Рим и накрая потвърждава смъртната присъда. В петък около 09 ч. (третият час = 06 ч. + 3 часа). Христос, заедно с двама разбойници, е отведен от римски войници и разпънат на кръст на хълма Голгота в Йерусалим. Издъхва след 6 часа около 15.00 ч. (деветият час – виж Библията – Матей 27:46). Приема се, че Иисус Христос е починал около 30-годишен.

### Възкресение и възнесение
Двама члена на синедриона – Йосиф Ариматейски и Никодим – получават от Пилат разрешение да снемат тялото от кръста и го погребват в семейната гробница на Йосиф близко до Голгота. В неделя Христос възкръсва. Мария Магдалина и други жени Мироносици (Пасха на Мироносиците), отправили се още до разсъмване да помажат тялото на Христос, намират гроба празен. След възкресението Христос се явява първо на Мария Магдалина, а след това и на много свои ученици. На 40-ия ден Христос в присъствието на своите ученици се възнася – Възнесение Господне (Спасовден).

### Титли
Има много титли на Йешуа в Писанията: Спасителят, Месията, Агнецът, Принцът на Мира, Бог сред нас – Емануел, Синът Божий, Синът Човешки, Помазаният, Единородният Син, Изкупителят, Цар на Юдеите

## Исторически възгледи за Иисус Христос
Сред учените и в библеистиката има консенсус само по отношение историческата достоверност на две събития от земния живот на Иисус – общението му с Йоан Кръстител и съдебния процес срещу него пред римския префект на Юдея – Пилат Понтийски.
По отношение на историческата личност Иисус има най-различни трактовки, свеждащи се по социално-културното си естество основно до следните четири:
1. апокалиптичен пророк;
2. харизматичен лечител,
3. философ – киник и
4. еврейски месия и пророк на социална промяна,

или синтезиран образ, притежаващ черти в по-ниска или по-висока степен от всеки един от тези антични социални типажа.
Нехристиянските източници за съществуването на историческата личност Иисус са късни и два вида – римски и еврейски. На няколко места в равиническата литература се споменава за Йешу бен Пандера, когото съвременните изследователи идентифицират като Иисус Христос. Значението на името Пандера е спорно – някои смятат, че така се нарича бащата на Иисус (според германския историк Адолф Дайсман – римски легионер), докато според Ориген това е прозвище на дядо му. Вернер Келер го свързва с неточно предаване на гръцката фраза υιος της παρθενου („син на дева“).
Първият който прави съвременен опит за възстановка на историческата личност на Иисус е Херман Реймарус, след което с темата се заемат и Ернест Ренан и Алберт Швайцер.
След смъртта на Ирод Велики Палестина е разделена на четири провинции (тетрархии). В 6 г. на н.е. Юдея и Самария се управляват от прокуратор, назначен от римския император. Населението е етнически разнолико – гръцки градове с еврейски гета в центъра им. Възможно е Иисус да е говорил и на гръцки, макар че Юдея е център на юдаизма и арамейския език.
В гръцките градове, разположени по търговските пътища често се случват погроми над евреите, от друга страна самаритяните ограбват и убиват галилейците, които минават на път за Йерусалим през техните територии. Еврейската общност е разделена на богати и бедни, на много политически групи и секти. В Талмуда се казва: „Израел падна под робство затова, защото в страната се появиха 24 разновидни секти“. Садукеите, начело с първосвещениците, водят мирна политика с римляните и образуват мощна социална група. В Йерусалим има 20 хиляди свещеници, освен това много левити – служители в храма, при население 120 – 150 хиляди души. Първосвещениците в Юдея събират огромни данъци. Голяма юдейска секта са набожните фарисеи, фанатично вярващи в идващия месия, който ще ги освободи от римско робство. Появяват се най-различни лъжемесии и пророци, което води до чести народни вълнения, потушавани жестоко от римляните. Йосиф Флавий пише, че веднъж в Йерусалим са били разпънати на кръст общо 2000 души. Възникват терористичните организации на зилотите и сикариите, които започват борба на живот и смърт с римляните и техните помагачи. В такава обстановка, стигаща до междуособни войни, идва от далечна Галилея в Йерусалим Иисус. Укорявайки юдеите и свещениците в проповедите си и изпъждайки търговците от двора на храма, той се намира в смъртна опасност.

### Историчност
Историчността на Иисус Христос е въпросът за неговото действително историческо съществуване. Разрешаването му е свързано с анализа на историческите източници с цел да се установи дали той е съществувал, приблизително къде и кога е живял и дали основни моменти от живота му, например начина на неговата смърт, могат да бъдат потвърдени като исторически събития.
Някои учени различават историческата личност Иисус Назарянина от Иисус Христос (Божият син). Науката, която се занимава с теологичните аспекти на Иисус Христос, се нарича христология. Историческият скептицизъм и въобще привеждането на исторически доказателства за Иисус Христос се смята от консервативното православно богословие, както и от консервативната западна теология, за противно на вярата. Достоверността на историческите свидетелства са предмет на спор и до днес. Литературата на тема „християнство“ е необозрима, както и мненията и подходите към нея, които стигат до крайности.
Като исторически извор от началото на 2 век най-често се цитира римският историк Йосиф Флавий (Йосеф бен Маттитияху), роден през 37 г. в знатно юдейско семейство. В „Юдейското минало“ или „Древности“ в главата за управлението на Пилат (XVIII. 33), той пише: „По това време живял Иисус, мъдър човек, ако изобщо може да бъде наречен човек. Той извършил удивителни дела и привлякъл към себе си много юдеи и много елини (езичници). Той бил Христос (месия). По донос на първите ни хора Пилат го осъдил на разпъване, но тези, които от самото начало го възлюбили, му останали верни. На третия ден той им се явил жив. Божи пророци предрекли това и много други негови чудеса. И до днес съществуват наричащи себе си християни, които се наричат така по неговото име.“ Друг вариант на този текст, който се смята за по-близък до загубения оригинал, звучи така: „По това време живял мъдър човек на име Иисус. Той живеел достойно и се славел с добродетелта си. И много хора от юдеите и от други народи станали негови ученици. Пилат го осъдил на разпятие и смърт. Но онези, които станали негови ученици, не се отрекли от учението му. Те съобщили, че той бил жив и им се явил три дни след разпването му. Предполагат, че той бил Месия, за когото пророците предсказвали чудеса.“ Спорно е авторството на Йосиф Флавий върху въпросния текст. Има предположение, че текстът е внесен по-късно от преписвач.

## Религиозни възгледи за Иисус Христос

### В християнството
Макар че възгледите за Христос в различните направления на християнството не съвпадат напълно, може да се опише една преобладаваща християнска представа за него, основана на сходствата между православната, католическата и повечето протестантски доктрини. Почти всички християнски течения разглеждат Христос като „Спасител и Изкупител“, като Месията от старозаветните пророчества, който чрез своя живот, смърт и възкресение възстановява завета на човечеството с Бог, въплътено в Новия завет. Неговата смърт на кръста се разбира като изкупително жертвоприношение – източник на спасението на човечеството и изкупление на греха, влязъл в човешката история с греха на Адам. Според християните Христос умира разпнат и се връща в плът и кръв от смъртта в последното чудо, предвещаващо възкресението на човечеството в края на времето. Тогава Христос ще се върне за Страшния съд на живи и мъртви, който ще определи кои от тях ще влязат в Небесните царства и кои ще бъдат прокълнати. Заради неговата жертва, всеки човек – преди и след него ще може да възкръсне и да има съвършено тяло.
Християните смятат Христос за Светлината и Пътя и за вечното Слово (Евангелието), станало човек чрез Въплъщението, така че вярващите в него да получат вечен живот. Според тях той е роден от Дева Мария чрез силата на Светия Дух чрез чудото на Непорочното зачатие. Християните вярват, че Христос е истинската глава на единствената света вселенска и апостолическа църква.
Повечето християни вярват, че Бог Отец и Иисус и Светия Дух са отделни личности, но работят заедно в Света Троица, имат една цел и че Христос, като нейното второ лице, е изцяло Бог. Съдейки от стиха Исая 43:11 се смята, че Йехова от Стария Завет е Бог, който слязъл и се облякъл в плът заради нас, а Елоким е Бог Отец, създал всичко – Битие 1.

### В юдаизма
Юдаизмът отхвърля християнската идея за Христос като Бог, лице на Светата Троица или Месията. Юдаистките ортодоксални смятат, че той не е Месията от старозаветните пророчества, тъй като не притежава описаните в тях лични качества, нито извършва предричаните действия. Повечето направления в юдаизма смятат вярата, че Христос е Месия, за недопустима за последователите на юдаистичната религия. Последният пророк, признаван от юдаистичната традиция, е Малахия, живял няколко века преди Христос.
Мишне Тора, един от основните текстове на юдаистичното право, обобщава юдаистичния възглед за Христос като „препъни-камък“, който „вкарва мнозинството от света в заблудата да служи на божество, различно от Бог“, цитирайки Книгата на пророк Даниел (11:14): „...и размирниците измежду синовете на твоя народ ще се подигнат, за да се изпълни видението, и ще паднат“.

### В исляма
В исляма Иисус, наричан на арабски Иса (عيسى), е смятан за пророк и Месия, изпратен, за да напътства израилтяните със свещената книга Инджил (Евангелие). Той е смятан за предшественик на Мохамед, като според мюсюлманите предсказва неговото идване в евангелията, а името му е споменато в Корана повече пъти, отколкото това на Мохамед. Според Корана, смятан от мюсюлманите за последното откровение на Бог, Христос е роден от Мария чрез непорочно зачатие и получава способността да извършва чудеса. Според ислямската традиция той ще се върне на земята като Месия, придружен от Махди, след като земята се потопи всецяло в грях и несправедливост, когато наближи денят на Страшния съд, за да възстанови справедливостта и да разгроми лъжемесията Даджал (Антихриста).

Ислямското течение ахмадие, възникнало в Индия в края на 19 век, свързва своя произход с Христос. Според неговите последователи той оживява след Разпятието и се преселва в Кашмир. Те смятат, че основоположникът на ахмадие Мирза Гулам Ахмад е въплъщението на Христос, описвано в предсказанията за неговото Второ пришествие.
| Пророци в исляма, споменати в Корана | Пророци в исляма, споменати в Корана | Пророци в исляма, споменати в Корана | Пророци в исляма, споменати в Корана | Пророци в исляма, споменати в Корана | Пророци в исляма, споменати в Корана | Пророци в исляма, споменати в Корана | Пророци в исляма, споменати в Корана | Пророци в исляма, споменати в Корана | Пророци в исляма, споменати в Корана | Пророци в исляма, споменати в Корана | Пророци в исляма, споменати в Корана | Пророци в исляма, споменати в Корана | Пророци в исляма, споменати в Корана |
| ------------------------------------ | ------------------------------------ | ------------------------------------ | ------------------------------------ | ------------------------------------ | ------------------------------------ | ------------------------------------ | ------------------------------------ | ------------------------------------ | ------------------------------------ | ------------------------------------ | ------------------------------------ | ------------------------------------ | ------------------------------------ |
| Адам                                 | Идрис                                | Нух                                  | Худ                                  | Салих                                | Ибрахим                              | Лут                                  | Исмаил                               | Исхак                                | Якуб                                 | Юсуф                                 | Айюб                                 |                                      |                                      |
| آدم                                  | ادريس                                | نوح                                  | هود                                  | صالح                                 | إبراهيم                              | لوط                                  | اسماعيل                              | اسحاق                                | يعقوب                                | يوسف                                 | أيوب                                 |                                      |                                      |
| Адам                                 | Енох                                 | Ной                                  | Евер                                 | Шела                                 | Аврам                                | Лот                                  | Исмаил                               | Исаак                                | Яков                                 | Йосиф                                | Йов                                  |                                      |                                      |
|                                      |                                      |                                      |                                      |                                      |                                      |                                      |                                      |                                      |                                      |                                      |                                      |                                      |                                      |
| Шуайб                                | Муса                                 | Харун                                | Зу-л-Кифл                            | Дауд                                 | Сулайман                             | Иляс                                 | Ал-Ясаа                              | Юнус                                 | Закария                              | Яхия                                 | Иса                                  | Мухаммад                             |                                      |
| شعيب                                 | موسى                                 | هارون                                | ذو الكفل                             | داود                                 | سليمان                               | إلياس                                | اليسع                                | يونس                                 | زكريا                                | يحيى                                 | عيسى                                 | محمد                                 |                                      |
| Иотор                                | Моисей                               | Аарон                                | Йезекиил                             | Давид                                | Соломон                              | Илия                                 | Елисей                               | Йона                                 | Захария                              | Йоан                                 | Исус                                 | Мохамед                              | п б р                                |

### В други религии
В будизма няма вяра във Висш Създател и съществуват различни възгледи за Христос. Според някои будисти, като Тензин Гяцо, той е бодхисатва, по подобие на Буда.
Последователите на мандаянизма, които смятат Йоан Кръстител за най-значимия пророк, отхвърлят Христос, наред с Авраам, Моисей и Мохамед, като лъжепророк на лъжливия еврейски бог Адонаи.
В манихейството Христос е приеман за един от пророците, наред с Гаутама Буда и Заратустра. Подобно е отношението към него и в бахайството, където Христос е смятан за едно от проявленията на Бог, наред с Мохамед, Буда, Кришна и Заратустра, съчетаващ в себе си човешки и божествени черти.
Някои деистични и атеистични приемат етичните възгледи на Христос, разграничавайки ги от обичайната за християнството етика. Така американският деист Томас Джеферсън съставя своя Джеферсънова Библия („Животът и поученията на Иисус от Назарет“), която включва само етичните учения на Христос, тъй като той не вярва в неговата божественост, нито в останалите свръхестествени мотиви в Библията.

### Цитирани източници
1. ↑  Евангелие от Лука.
2. 1 2  Евангелие от Лука.
3. ↑  В историческата и друга литература се срещат и двете транскрипции – „Исус“ и „Иисус“, а в българската православна традиция – само като Иисус.
4. ↑  Шапиро, Майкъл. 100-те най-влиятелни евреи на всички времена.   София, Репортер, 1994. ISBN 954-8102-12-9. с. 11 – 16.
5. ↑  Матей 27:59 – 60, Марко 15:46, Лука 23:52 – 53, Йоан 19:40 – 42.
6. ↑  [Сура Ал-Имран, 55], [Сура Ниса, 158]
7. ↑  Cohen 1987, с. 78, 93, 105, 108.
8. ↑  Brown 1994, с. 964.
9. ↑  D. A. Carson, et al., p. 50 – 56; John Dominic Crossan, The Historical Jesus: The Life of a Mediterranean Jewish Peasant, HarperCollins, 1991, p. xi-xiii; Michael Grant, p. 34 – 35, 78, 166, 200; Paula Fredriksen, Jesus of Nazareth, King of the Jews, Alfred A. Knopf, 1999, p. 6 – 7, 105 – 110, 232 – 234, 266; John P. Meier, vol. 1:68, 146, 199, 278, 386, 2:726; E.P. Sanders, pp. 12 – 13; Geza Vermes, Jesus the Jew (Philadelphia: Fortress Press 1973), p. 37.; Paul L. Maier, In the Fullness of Time, Kregel, 1991, pp. 1, 99, 121, 171; N. T. Wright, The Meaning of Jesus: Two Visions, HarperCollins, 1998, pp. 32, 83, 100 – 102, 222; Ben Witherington III, pp. 12 – 20.
10. ↑  Wells 1996, с. 12.
11. ↑  Freke 1999, с. 133, 158.
12. ↑  Стоянов, С. и др. Старобългарски език. Текстове и речник.   София, 1976. с. 143, 235.
13. ↑  Hurtado, Larry W. Lord Jesus Christ: Devotion to Jesus in Earliest Christianity.   2005. ISBN 9780802831675. p. 392. (на английски)
14. ↑  Green, Joel B. The Gospel of Luke.   1997. ISBN 0802823157. p. 88. (на английски)
15. ↑  Garland, David E. Reading Matthew: a literary and theological commentary.   1999. ISBN 1573122742. p. 23. (на английски)
16. ↑  France, R. T. The Gospel of Matthew.   2007. ISBN 080282501X. p. 78. (на английски)
17. ↑  Davies 2004, с. 155.
18. 1 2  Catholic encyclopedia: Origin of the name Jesus Christ //  newadvent.org.   Newadvent.org, 2011. Посетен на 10 април 2011. (на английски)
19. ↑  Hare, Douglas. Matthew.   2009. ISBN 066423433X. p. 11. (на английски)
20. ↑  Davies 2004, с. 209.
21. ↑  Phillips, John. Bible explorer's guide.   2002. ISBN 0825434831. p. 147. (на английски)
22. ↑  Lockyer, Herbert. All the Doctrines of the Bible.   1988. ISBN 0310280516. p. 159. (на английски)
23. ↑  Vine, WE. Expository Dictionary of New Testament Words.   Old Tappan, NJ, Fleming H. Revell Company, 1940. p. 274 – 275. (на английски)
24. ↑  Zanzig, Thomas. Jesus of history, Christ of faith.   2000. ISBN 0884895300. p. 314. (на английски)
25. ↑  Ekstrand, Donald W. Christianity.   2008. ISBN 1604779292. p. 147 – 150. (на английски)
26. ↑  Pannenberg, Wolfhart. Jesus God and Man.   1968. ISBN 0664244688. p. 30 – 31. (на английски)
27. ↑  Св. Григорий Богослов. Родословие на Безначалния //  „Родословие Христово“.   pravoslavieto.com, 24 декември 1997. Посетен на 14 февруари 2015.
28. ↑  Алексиев, Серафим. „Вяра, надежда, любов“.   Видин, Екзарх Антим I, 1994. с. 69.
29. ↑  Алексиев, Серафим. „Вяра, надежда, любов“.   Видин, Екзарх Антим I, 1994. с. 96.
30. ↑  Годината на смъртта е по време на управлението на Пилат (26 – 36 г.), но не е посочена изрично. Според евангелията датата на смъртта съвпада с пасхата или с подготвителния ден за нея. Това означава, че Иисус Христос е починал на 14 или 15 нисан, който според еврейския календар се пада в 30, 31, 33 или 34 г. По-голямата част от новозаветните богослови приемат, че Христос е починал на 30 г., тъй като ап. Павел става християнин между 32 и 35 г. (вж. Gerd Theißen, Anette Merz. Der Historische Jesus, S. 152ff; Leonard Goppelt. Theologie des Neuen Testaments, S. 71)
31. ↑  Jesus Remembered by James D. G. Dunn 2003 ISBN 0-8028-3931-2 page 339 states of baptism and crucifixion that these „two facts in the life of Jesus command almost universal assent“.
32. ↑  Crossan, John Dominic. Jesus: A Revolutionary Biography.   HarperOne, 1995. ISBN 0-06-061662-8. с. 145. That he was crucified is as sure as anything historical can ever be, since both Josephus and Tacitus ... agree with the Christian accounts on at least that basic fact.
33. ↑  Jesus as a Figure in History: How Modern Historians View the Man from Galilee by Mark Allan Powell 1998 ISBN 0-664-25703-8 pages 168 – 173
34. ↑  Християнска етика, Иисус Христос – живот и дело.   Издателство „Слънце“ ISBN 954-742-059-3, 2009, учебно помагало.
35. ↑  Токарев, Сергей. Религията в историята на народите, Християнство, Източници, стр. 313.   Народна младеж, 1983, София.
36. ↑  Origenes. Contra Celsum, lib. I, cap. 32. (J. P. Migne. Patrologiae cursus completus. Series graeca. Paris 1857. T. XI, col. 320 – 321). Epiphanius. Adversus haereses. LXXVIII, 7. (J. P. Migne. PG Paris 1863. T. XLII. col. 708 – 709)
37. ↑  Nietsch und Bleck. Studien und Kritiken, 1840, S. 116; Joseph Klausner. Пос. съч., с. 25; Werner Keller. Und die Bibel hat doch recht. Forscher beweisen die kistorische Wahrheit. Dusseldorf 1956, S. 327 – 328.
38. ↑   Начало поисков исторического Иисуса: Герман Реймарус и Вольфенбюттельские отрывки, архив на оригинала от 24 юни 2013, https://web.archive.org/web/20130624041009/http://nauka-i-religia.narod.ru/biblkrit/poiski/poisk-02.html, посетен на 24 юни 2013
39. ↑  От Ренана до Данна. Кем же был исторический Иисус из Назарета?
40. ↑  Evans, Craig A. Jesus and His Contemporaries: Comparative Studies.   2001. ISBN 0391041185. p. 2 – 5. (на английски)
41. ↑  Catechism of the Catholic Church §1021 – 1022 //   Vatican.va. Посетен на 19 ноември 2010. (на английски)
42. ↑  Simmons, Shraga. Why Jews Do not Believe in Jesus //  aish.com.   aish.com, 2011. Посетен на 9 юли 2011. (на английски)
43. ↑  Question 18.3.4: Reform's Position On...What is unacceptable practice? //  faqs.org.   Advameg, 2011. Посетен на 9 юли 2011. (на английски)
44. ↑  Jesus in the Quran //  islam101.com.   islam101.com. Посетен на 8 юли 2011. (на английски)
45. ↑  Коран, 4:159
46. ↑  Beverley, James A. Hollywood's Idol //  christianitytoday.com.   Christianity Today, 2001. Посетен на 20 април 2007. (на английски)
47. ↑  Mandaean Scriptures and Fragments: The Haran Gawaitha //  gnosis.org.   gnosis.org. Посетен на 20 април 2007. (на английски)
48. ↑  Bevan, A. A. Manichaeism // Hastings, James (ed.). Encyclopaedia of Religion and Ethics, Volume VIII.   London, 1930. (на английски)
49. ↑  Stockman, Robert. Jesus Christ in the Baha'i Writings //  Bahá'í Studies Review (1).   1992. OCLC 30061083. (на английски)
50. ↑  Wills 2006.